# Polyalthia sessiliflora
Polyalthia sessiliflora är en kirimojaväxtart som först beskrevs av Suzanne Ast, och fick sitt nu gällande namn av Nguyên Tiên Bân. Polyalthia sessiliflora ingår i släktet Polyalthia och familjen kirimojaväxter. Inga underarter finns listade i Catalogue of Life.